# Ayos (Camerún)
Ayos es una comuna camerunesa perteneciente al departamento de Nyong-et-Mfoumou de la región del Centro.
En 2005 tiene 22 899 habitantes, de los que 8653 viven en la capital comunal homónima.
Se ubica sobre la carretera N10, unos 100 km al este de Yaundé, en el límite con la región del Este.

## Localidades
Comprende la ciudad de Ayos y las siguientes localidades:
| - Abeng-Nnam - Aboé - Adoua - Akam-Engali - Asso-Obam - Atong - Atout - Biyem - By | - Ebeck - Ekok - Emini - Eyes - Fang-Bikang I - Fang-Bikang II - Koba - Kombo - Lembe | - Mbaka - Mbang - Mebissi - Mekouma - Melane - Meto'o - Ndéllé - Ndoro - Nebodo | - Ngolebomo - Ngoubi - Ngoumesseng - Ngoun - Nguinda-Minfolo - Niamvoudou - Nkolmveng - Nkoloboudou II - Nsan | - Nvanga - Nyabewa - Obis - Olembe - Tomba I - Wong - Yebe |